# Globauridae
De Globauridae zijn een familie van uitgestorven scincomorfe hagedissen die voor het eerst verscheen in het Laat-Jura van Engeland en bestond tot het Laat-Krijt van Mongolië. 
De groep onderscheidt zich door een diploglossopalatinaire anatomie van het verhemelte, ontbrekende osteodermen, conische twee- of drieknobbeltanden en een uniek postorbitaal-pariëtaal contact. Het typegeslacht Globaura werd oorspronkelijk ingedeeld in de nu polyfyletische groep Lacertoidea, voordat het werd heringedeeld binnen zijn eigen familie binnen Ardeosauroidea samen met Meyasaurus dat tegenwoordig echter als dichter liggend bij de Barbatteiidae wordt gezien.